# Lista dos deputados estaduais da 1.ª legislatura de Santa Catarina (1894–1895)
Lista dos deputados estaduais de Santa Catarina - 1ª legislatura (1894 — 1895).
| Nº | Deputado                            |
| -- | ----------------------------------- |
| 1  | João Cabral de Melo                 |
| 2  | Antônio Pereira da Silva e Oliveira |
| 3  | Antônio Pinto da Costa Carneiro     |
| 4  | Afonso Cavalcanti do Livramento     |
| 5  | Apolinário João Pereira             |
| 6  | José Bonifácio da Cunha             |
| 7  | Sebastião da Silva Furtado          |
| 8  | José Artur Boiteux                  |
| 9  | Ernesto Canac                       |
| 10 | Pedro Ferreira e Silva              |
| 11 | João Paulo Schmalz                  |
| 12 | Joaquim Elói de Medeiros            |
| 13 | Pedro Luís Collaço                  |
| 14 | Líbero Guimarães                    |
| 15 | Ovídio José da Rosa                 |
| 16 | Luís Antônio Ferreira Gualberto     |
| 17 | Vidal Ramos                         |
| 18 | José de Araújo Coutinho             |
| 19 | Manuel dos Santos Lostada           |
| 20 | Luís Abry                           |
| 21 | Bernardino Manuel Machado           |
| 22 | Manuel Pinto de Lemos               |
| 23 | Henrique Rupp                       |